# División de Honor de la Liga Nacional de Béisbol 2009
La División de Honor de la Liga Nacional de Béisbol 2009 fue la edición número 66 de la División de Honor de la Liga Nacional de Béisbol.
Esta temporada se amplió el número de equipos de nueve a diez. El equipo campeón de la temporada anterior en la Primera División A y que por lo tanto ascendió, fue el Halcones de Vigo, mientras que no descendió ninguno de la temporada 2008, ya que el Astros Club de Béisbol ganó la promoción por la permanencia al Sevilla Club de Béisbol y Sófbol.
Se proclamó campeón por quinto año consecutivo Marlins Puerto de la Cruz.

## Clasificación final de la liga regular
| Puesto | Equipo                             | PJ | PG | PP | H   | E   | CF  | CC | AVE  |          |
| ------ | ---------------------------------- | -- | -- | -- | --- | --- | --- | -- | ---- | -------- |
| 1      | Marlins Puerto de la Cruz          | 18 | 18 | 0  | 155 | 25  | 188 | 13 | 1000 | Campeón  |
| 2      | Fútbol Club Barcelona              | 18 | 15 | 3  | 104 | 40  | 154 | 13 | 833  |          |
| 3      | Club de béisbol y softbol Sant Boi | 18 | 13 | 5  | 127 | 50  | 191 | 23 | 722  |          |
| 4      | Club Béisbol Viladecans            | 18 | 9  | 9  | 87  | 84  | 134 | 30 | 500  |          |
| 5      | San Inazio Beisbol Elkartea        | 16 | 8  | 8  | 86  | 65  | 128 | 32 | 500  |          |
| 6      | Halcones de Vigo                   | 16 | 8  | 8  | 65  | 86  | 122 | 46 | 500  |          |
| 7      | El Llano Béisbol Club              | 18 | 7  | 11 | 55  | 72  | 126 | 23 | 389  |          |
| 8      | Béisbol Navarra                    | 16 | 5  | 11 | 43  | 103 | 101 | 24 | 313  |          |
| 9      | Club Deportivo Pamplona            | 16 | 3  | 13 | 66  | 132 | 134 | 49 | 188  |          |
| 10     | Astros Club de Béisbol             | 18 | 0  | 18 | 44  | 175 | 120 | 45 | 0    | Descenso |